# پایگاه هوایی آبی پورت سیمپسون
پایگاه هوایی آبی پورت سیمپسون (به انگلیسی: Port Simpson Water Aerodrome) یک فرودگاه همگانی است که یک باند فرود آب دارد. این فرودگاه در کشور کانادا قرار دارد و در ارتفاع ۰ متری از سطح دریا واقع شده است.